# Ніколас Ліверпул
Ніко́лас Джо́зеф О́рвілл Ліверпу́л (англ. Nicholas Joseph Orville Liverpool; нар. 9 вересня 1934 — пом. 1 червня 2015) — державний і політичний діяч Домініки, президент країни від жовтня 2003 до вересня 2012 року.

## Життєпис
Народився в селі Гран-Бей. 1957 року вступив до Університету Галла в Англії й здобув ступінь бакалавра права (з відзнакою) 1960. 1961 року як баррістер став членом юридичного товариства в Лондоні. З 1962 по 1965 рік проводив дослідження в університеті Шеффілда, здобувши, зрештою, ступінь кандидата юридичних наук.
У березні 1998 року був призначений на посаду посла у США.
2003 року національний парламент обрав Ліверпула новим президентом. 17 вересня 2012 року був змушений піти у відставку за станом здоров'я.

## Родина
Одружений з Верною Ліверпул. Мають п'ятьох дітей.